# Isla Guarello
Isla Guarello är en ö i Chile.   Den ligger i regionen Región de Magallanes y de la Antártica Chilena, i den södra delen av landet, 1 900 km söder om huvudstaden Santiago de Chile. Arean är 20,0 kvadratkilometer.
Terrängen på Isla Guarello är lite kuperad. Öns högsta punkt är 427 meter över havet. Den sträcker sig 6,9 kilometer i nord-sydlig riktning, och 5,8 kilometer i öst-västlig riktning.